# Retz
Retz é um município da Áustria localizado no distrito de Hollabrunn, no estado de Baixa Áustria.
Retz é um dos municípios mais importantes do Weinviertel, uma das zonas de produção vinícolas mais importantes da Baixa Áustria. Tanto é assim que na época de colheita corre o vinho – branco e tinto– em duas fontes da praça principal da povoação. O aglomerado está cheio de monumentos: as muralhas, o castelo de Gatterburg, os edifícios renascentistas Verderberhaus e Sgraffitohaus, e as adegas labirínticas subterrâneas com vários quilómetros de túneis.